# Kommission für Wehrtechnik der Volksbefreiungsarmee
Die Kommission der chinesischen Volksbefreiungsarmee für Wissenschaft und Technik in der Landesverteidigung (chinesisch 中國人民解放軍國防科學技術委員會 / 中国人民解放军国防科学技术委员会, Pinyin Zhōnggúo Rénmín Jiěfàngjūn Guófáng Kēxué Jìshù Wěiyuánhuì), kurz „Wehrtechnik-Kommission“ (国防科委), war von 1958 bis 1982 die für die wissenschaftliche Forschung im Bereich militärischer Ausrüstung zuständige Behörde der Volksrepublik China.

## Geschichte

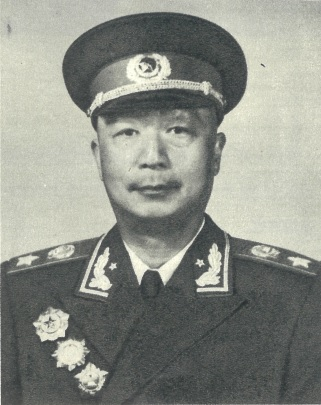
Nie Rongzhen

Am 14. März 1956 beschloss die Zentrale Militärkommission, eine direkt dem Verteidigungsministerium der Volksrepublik China unterstehende „Kommission für Luftfahrtindustrie“ (国防部航空工业委员会, Pinyin Guófángbù Hángkōng Gōngyè Wěiyuánhuì) einzurichten, die für die gerade im Entstehen begriffene Luft- und Raumfahrtindustrie Chinas zuständig sein sollte. Die Leitung der Kommission wurde Feldmarschall Nie Rongzhen übertragen, der seit Juli 1955 bereits mit dem Aufbau einer chinesischen Atomindustrie befasst war. Kurz nach seiner Ernennung, am 10. Mai 1956, reichte Nie Rongzhen beim Staatsrat der Volksrepublik China und der Zentralen Militärkommission ein Memorandum mit dem Titel „Erste Ansichten bezüglich des Aufbaus der Raketenforschung in unserem Land“ (关于建立我国导弹研究工作的初步意见) ein, das heute als Beginn des chinesischen Raketenprogramms gilt.
Zunächst wurden 1956 bzw. 1957 die Forschungsinstitute gegründet, die heute nach zahlreichen Strukturreformen als „China Aerospace Science and Technology Corporation“ bekannt sind. Am 16. Oktober 1958 wurde schließlich die Kommission für Luftfahrtindustrie in „Kommission der chinesischen Volksbefreiungsarmee für Wissenschaft und Technik in der Landesverteidigung“ umbenannt. Vorsitzender der neuen Kommission war wieder Nie Rongzhen, sein Stellvertreter Großgeneral Chen Geng (陈赓, 1903–1961), Rektor der am 1. September 1953 offiziell in Betrieb genommenen Technischen Militärakademie Harbin (中国人民解放军哈尔滨工程学院, die heutige Universität für Technologie in der Landesverteidigung der Volksbefreiungsarmee).
China versuchte damals zwar auch, eine moderne Marine mit Schnellbooten und Atom-U-Booten aufzubauen, die Sowjetunion weigerte sich jedoch, dabei zu helfen. Beim Thema Kernwaffen und Raketentechnologie gab es jedoch auf der Basis des im Herbst 1957 von Nie Rongzhen in Moskau ausgehandelten „Übereinkommens zwischen der Chinesischen Regierung und der Regierung der Sowjetunion über die Herstellung neuartiger Waffen und militärischer Ausrüstung sowie den Aufbau einer umfassenden Atomindustrie in China“ für einige Jahre tatkräftige Unterstützung des sozialistischen Bruderlands.
Nach einem Zerwürfnis zwischen Mao Zedong und Nikita Sergejewitsch Chruschtschow verkündete die Sowjetunion am 20. Juni 1959, dass sie sich von dem Technologie-Transferabkommen zurückziehen werde; bis Ende August 1960 hatten alle sowjetischen Berater das Land verlassen.
In den wenigen Jahren hatten die chinesischen Wissenschaftler jedoch einiges gelernt. Am 5. November 1960 startete auf dem Kosmodrom Jiuquan in Anwesenheit von Nie Rongzhen die erste chinesische Rakete, ein Nachbau der sowjetischen R-2-Kurzstreckenrakete.
Am 16. Oktober 1964 detonierte dann auf dem Kernwaffentestgelände Lop Nor die erste chinesische Atombombe.
Die steigende Anzahl von Projekten – man arbeitete unter anderem an einer von der sowjetischen R-12 inspirierten Mittelstreckenrakete – hatte auch einen Ausbau der Wehrtechnik-Kommission zur Folge. Am 15. Mai 1965 wurde nach Zuweisung von Personal eine Politische Abteilung (政治部) unter der Leitung von Großoberst Zhu Qingyun (朱卿云, 1919–2007)
sowie eine Logistik-Abteilung (后勤部) unter der Leitung von Generalmajor Fan Ziyu (范子瑜, 1914–2002) geschaffen, die für die Versorgung der der Wehrtechnik-Kommission direkt unterstehenden Technischen Hochschulen, vier Forschungsinstitute, drei Militärbasen und drei Großprojekte zuständig war.

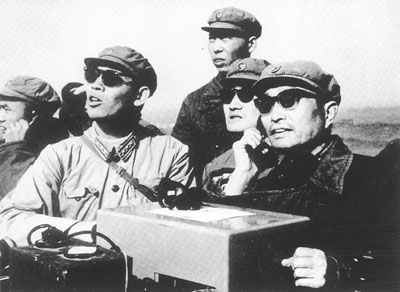
General Zhang Aiping (ganz rechts am Feldtelefon) nach der Zündung der ersten chinesischen Atombombe am 16. Oktober 1964

Anfang 1970 wurden die Zuständigkeiten in der wehrtechnischen Forschung geändert. Die Wehrtechnik-Kommission der Volksbefreiungsarmee sollte sich nun nicht mehr mit der Entwicklung gewöhnlicher Waffen befassen, sondern nur noch mit Spitzentechnologie. Dazu zählten neben Kernwaffen und Interkontinentalraketen vor allem das Satellitenprogramm – am 24. April 1970 hob der erste chinesische Satellit Dong Fang Hong I ins Weltall ab und man arbeitete bereits an Aufklärungssatelliten, die aus der Umlaufbahn gemachte Fotos zur Erde zurückbringen konnten – und das sehr ambitionierte Shuguang-Projekt für einen bemannten Raumflug. Die Bahnbrecher-Aufklärungssatelliten waren ein großer Erfolg: zwischen 1975 und 2005 wurden vom Kosmodrom Jiuquan aus insgesamt 22 Satelliten der Serie gestartet, von denen – mit einer Ausnahme 1993 – alle sicher zur Erde zurückkehrten.
Das Shuguang-Raumschiff kam dagegen nie über ein Modell aus Holz und Pappe hinaus, und am 13. Mai 1972 wurde das Projekt gestoppt.
Am 13. Juli 1973 wurde Nie Rongzhen als Vorsitzender der Wehrtechnik-Kommission durch Tao Lujia (陶鲁笳, 1917–2011) ersetzt, einem altgedienten Parteikader ohne technische Ausbildung und bei der Volksbefreiungsarmee immer nur als Politkommissar tätig. Im März 1975 übernahm dann General Zhang Aiping den Vorsitz der Kommission, der bereits seit September 1959 einer der Stellvertreter von Nie Rongzhen gewesen und maßgeblich an dem „Zwei Bomben, ein Satellit“-Projekt beteiligt gewesen war.
Am 10. Mai 1982 wurde die Kommission für Wehrtechnik der Volksbefreiungsarmee mit dem Büro für wehrtechnische Industrie beim Staatsrat (国务院国防工业办公室) und der Kommission für wissenschaftlich-technische Ausrüstung bei der Zentralen Militärkommission (中央军委科学技术装备委员会) zur Kommission für Wissenschaft, Technik und Industrie für Landesverteidigung vereinigt. Ein halbes Jahr später, am 19. November 1982, wurde Zhang Aiping Verteidigungsminister der Volksrepublik China.

## Unterstellte Einheiten
Universitäten:
- Technische Hochschule Peking
- Polytechnische Universität Harbin
- Luftfahrtakademie Peking
- Jiaotong-Universität Shanghai
- Polytechnische Universität Nordwestchinas
- Hochschule für Nachrichtentechnik Chengdu (成都电讯工程学院)
- Luftfahrtakademie Nanjing
- Hochschule für Maschinenbau Taiyuan (太原机械学院, heute 中北大学)
- Akademie für Ingenieurwissenschaften Harbin (哈尔滨工程学院, heute 中国人民解放军国防科技大学)
- Akademie für militärische Nachrichtentechnik der Volksbefreiungsarmee
- Artillerie-Akademie der Volksbefreiungsarmee (中国人民解放军炮兵工程学院)

Forschungsinstitute:
- 5. Forschungsinstitut des Verteidigungsministeriums (Kernwaffen und Raketentechnologie)
- 6. Forschungsinstitut des Verteidigungsministeriums (Luftwaffe)
- 7. Forschungsinstitut des Verteidigungsministeriums (Marine)
- 10. Forschungsinstitut des Verteidigungsministeriums (Panzer)

Militärbasen:
- Kosmodrom Jiuquan (Basis 20)
- Kernwaffentestgelände Lop Nor (Basis 21)
- Basis 22
- Bahnverfolgungsschiffsbasis Jiangyin (Basis 23, bis 1978 in Huludao)[13]

Projekte:
- Projekt 09 (Atom-U-Boote)[14]
- Projekt 113 (Kampfflugzeug)[15]
- Projekt 1125 (Automatisiertes Abfangjäger-Leitsystem)[16][17]